# Leptospira

Leptospira er en patogen bakterieslægt i gruppen af spirokæter. De aerobe, bevægelige og snoede bakterier er  5-25 μm lange og 0.1 μm i diameter med en bølgelængde på omkring 0.5 μm. Leptospira forårsager sygdomme som  Weils sygdom (med gulsot, nyresvigt, lungebetændelse og øget blødningstendens), hjernehindebetændelse (meningitis), betændelse i hjertet (perikardit, myocarditis) eller kronisk infektion i nyrene, oftest blot i en influenzalignende sygdom.                    

## Taxonomi
Leptospiraslægten har fire vigtige arter, der igen inddeles serologisk i underarter (serotyper).
- Leptospira canicola
- Leptospira grippotyphosa
- Leptospira interrogans
- Leptospira pomona

Den mest kendte (og farlige) variant er Leptospira interrogans serovar icterohaemorrhagiae.
Andre leptospiroser:
- L. bratislava mistænkes for at have tilpasset sig svin og for at medføre ufrugtbarhed[1]
- L. autumnalis Prætibial feber eller Fort Bragg feber
- L. ballum
- L. bovis
- L. canicola Infektiøs gulsot
- L. grippotyphosa Marsk feber
- L. hebdomadis Syv-dages-feber
- L. mitis Svinehyrdesygdom
- L. pomona Svinehyrdesygdom

## Sygdomsrisici
Infektion med Leptospira er størst efter kontakt med inficerede husdyr, med inficeret ferskvand eller med urin fra små gnavere.